# Marley Shelton

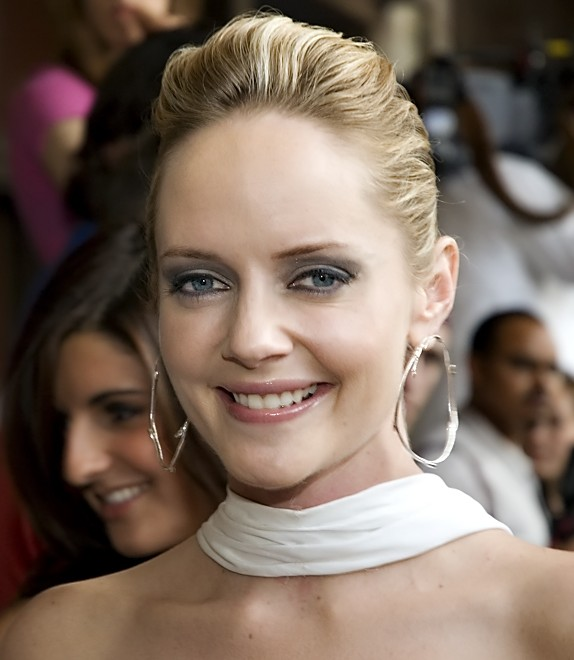
Marley Shelton na premierze filmu Grindhouse (2007)

Marley Eve Shelton (ur. 12 kwietnia 1974 w Los Angeles w Kalifornii, USA) – amerykańska aktorka filmowa i telewizyjna. Grała m.in. w filmach: Walentynki (Valentine), Ten pierwszy raz (Trojan War), Balonowy chłopak (Bubble Boy), Słodkie i ostre (Sugar & Spice) i Sin City: Miasto grzechu (Sin City). Pojawiła się też jako dr Dakota Block-McGraw w filmach Grindhouse: Death Proof i Planet Terror.

## Życiorys
Córka nauczycielki Carol Shelton oraz producenta i reżysera filmowego Christophera Sheltona. Żona aktora Beau Flynna i siostra aktorki Samanthy Shelton.

## Filmografia
| Rok  | Film                                                             | Rola                             | Uwagi                               |
| ---- | ---------------------------------------------------------------- | -------------------------------- | ----------------------------------- |
| 1991 | Wielki Kanion                                                    | Amanda                           | Drugoplanowa rola                   |
| 1993 | The Sandlot                                                      | Wendy Peffercorn                 | Drugoplanowa rola                   |
| 1994 | Death of a Cheerleader                                           | Jamie Hall                       | Drugoplanowa rola                   |
| 1995 | Nixon                                                            | Tricia Nixon Cox                 | Drugoplanowa rola                   |
| 1996 | When Friendship Kills                                            | Jennifer Harnsberger             | Produkcja telewizyjna               |
| 1997 | Warriors of Virtue                                               | Elysia                           | Główna rola                         |
| 1997 | Ten pierwszy raz                                                 | Brooke Kingsley                  | Główna rola                         |
| 1998 | Miasteczko Pleasantville                                         | Margaret Henderson               | Główna rola                         |
| 1998 | Lured Innocence                                                  | Elsie Townsend                   |                                     |
| 1999 | Never Been Kissed                                                | Kristin Davis                    | Drugoplanowa rola                   |
| 1999 | Kawaler                                                          | Natalie Arden                    | Główna rola                         |
| 1999 | Protect-O-Man                                                    | Paige Turner                     | Główna rola                         |
| 2001 | Balonowy chłopak                                                 | Chloe                            | Główna rola                         |
| 2001 | Walentynki                                                       | Kate Davies                      | Główna rola                         |
| 2001 | Słodkie i ostre                                                  | Diane Weston                     | Główna rola                         |
| 2001 | On the Borderline                                                | Nicky                            | Główna rola                         |
| 2002 | Zaczyna się od pocałunku                                         | Rebecca                          | Drugoplanowa rola                   |
| 2003 | Grand Theft Parsons                                              | Susie                            | Drugoplanowa rola                   |
| 2003 | Dallas 362                                                       | Amanda                           | Drugoplanowa rola                   |
| 2003 | Dziewczyny z wyższych sfer                                       | Ingrid                           | Drugoplanowa rola                   |
| 2003 | Moving Alan                                                      | Melissa Kennard                  | Drugoplanowa rola                   |
| 2004 | The Old Man and the Studio                                       | Kaitlyn                          | Drugoplanowa rola                   |
| 2005 | Sin City: Miasto grzechu                                         | The Customer                     | Drugoplanowa rola                   |
| 2006 | American Dreamz                                                  | Jessica                          | Drugoplanowa rola                   |
| 2006 | Przyjaciele                                                      | Arianna                          | Drugoplanowa rola                   |
| 2006 | Jesus, Mary and Joey                                             | Mary O’Callahan                  | Główna rola                         |
| 2007 | Grindhouse Vol. 1: Death Proof, Grindhouse Vol. 2: Planet Terror | dr Dakota Block-McGraw           | Drugoplanowa rola                   |
| 2008 | W.                                                               | Fran                             | Drugoplanowa rola                   |
| 2008 | Jedenasta godzina                                                | agent specjalny FBI Rachel Young | serial CBS (2008–2009), 18 odcinków |
| 2009 | Women in Trouble                                                 | Cora                             | Drugoplanowa rola                   |
| 2009 | A Perfect Getaway                                                | Cleo                             | Drugoplanowa rola                   |
| 2009 | (Bez tytułu)                                                     | Madeleine                        | Główna rola                         |
| 2010 | Our Lady of Victory                                              | Sister Sunday                    | Główna rola                         |
| 2010 | Elektra Luxx                                                     | Cora                             |                                     |
| 2011 | Krzyk 4                                                          | Judy Hicks                       |                                     |
| 2013 | Kod Annie Parker                                                 | Joan Parker                      |                                     |
| 2014 | The Lottery                                                      | Alison Lennon                    | serial, 10 odc.                     |
| 2015 | Ukojenie                                                         | Laura Merriwether                |                                     |
| 2018 | Rampage: Dzika furia                                             | Kerry Atkins                     |                                     |
| 2018 | Podnieś głos                                                     | Gail Mazzuchelli                 | serial, 10 odc.                     |
| 2022 | Krzyk                                                            | Judy Hicks                       | ukończony                           |